# Fide kyrka
Fide kyrka är en kyrkobyggnad i Fide socken på Gotland som tillhör Hoburgs församling i Visby stift. Fide kyrka är belägen på det smala näset mellan Sudret och det övriga Gotland. Från tornet ser man havet både i öster och väster.

## Kyrkobyggnaden
Kyrkogården har kvar mycket av sin medeltida karaktär, tre små trappgavelsformade stigluckor är bevarade i norr och söder. Kyrkan är uppförd av sandsten som många av kyrkorna på södra Gotland, och har en rätt kärv karaktär. Den består av ett rakslutat kor, ett bredare och högre långhus och ett mycket kraftigt torn, avsevärt bredare än långhuset, i väster. Ingångar finns i långhuset och koret i söder och i tornet i norr. Koret och långhuset uppfördes sannolikt i ett sammanhang under 1200-talets förra hälft, tornet vid 1200-talets mitt. Det hade ursprungligen gavelkrön i varje väderstreck och sannolikt hög spira, men sänktes något 1826 och försågs med nuvarande trubbiga lanterninhuv. Kyrkan har romanska portaler med enkla omfattningar i söder, nordportalen är gotisk. Fönstren, i öster, söder och väster, är ursprungliga. På långhusets norra yttersida finns i putsen en märklig skeppsristning från medeltiden. Kyrkans interiör har en välbevarad romansk arkitektur. Kalkmålningarna härrör från 1400-talet, det stora triumfkrucifixet, vars ringkors fyller nästan hela triumfbågen, härrör från 1200-talet. Altarskåpet tillverkades på 1400-talet. Predikstolen, en av Gotlands äldsta, är daterad 1587. I nordportalens innersmyg finns bevarad ett medeltida vigvattenskar av kalksten.

## Orgel
- 1970 byggdes en orgel av Anders Perssons Orgelbyggeri. Orgeln är mekanisk. Innan orgeln byggdes använde man ett harmonium.

| Manual           | Pedal   | Koppel  |
| Gedackt 8’ B/D   | Bihängd | Man/Ped |
| Principal 4’ B/D |         |         |
| Rörflöjt 4’ B/D  |         |         |
| Waldflöjt 2’ B/D |         |         |
| Scharff          |         |         |
| Krumhorn 8' B/D  |         |         |

## Galleri

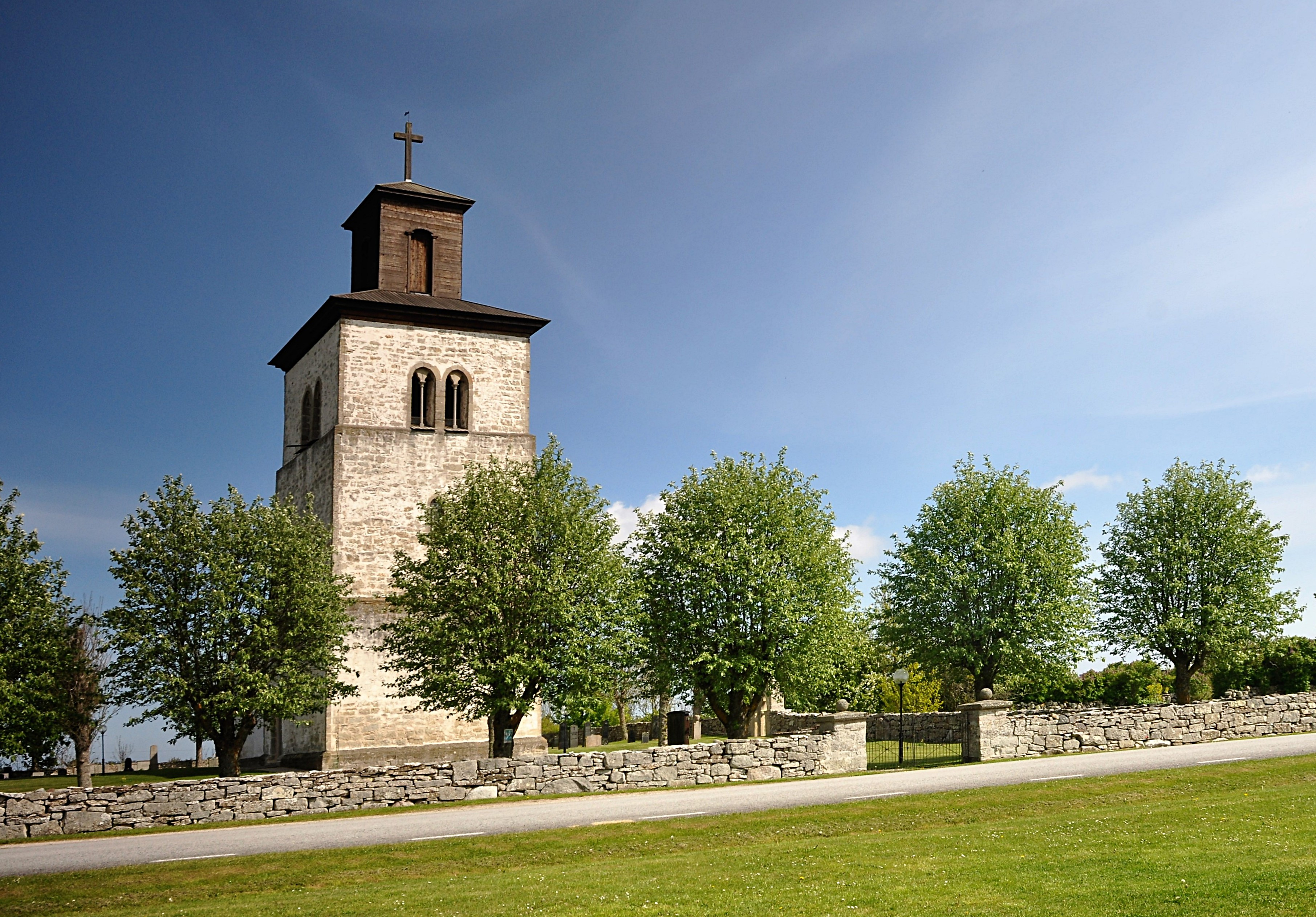
Kyrkan från väster
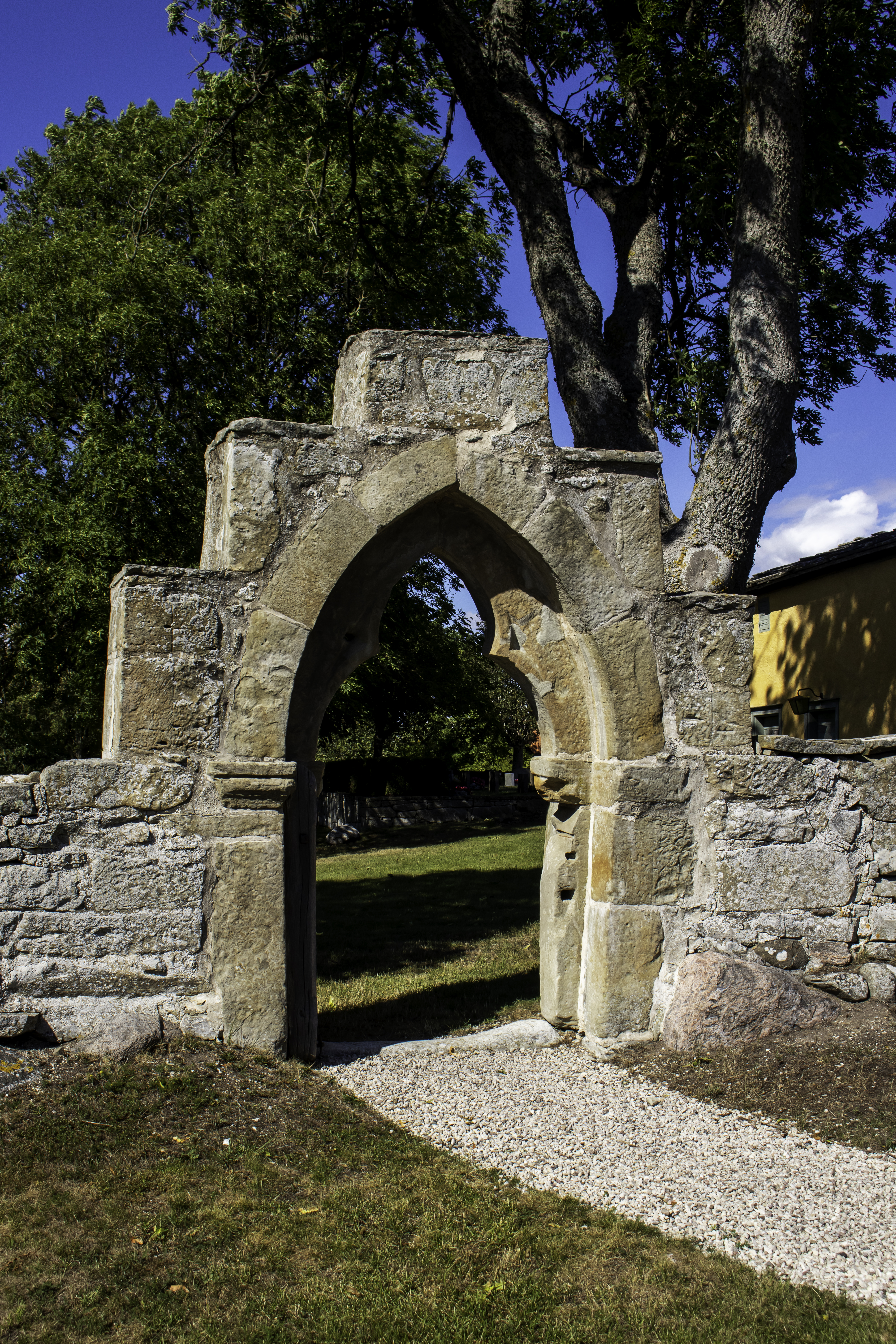
Stiglucka
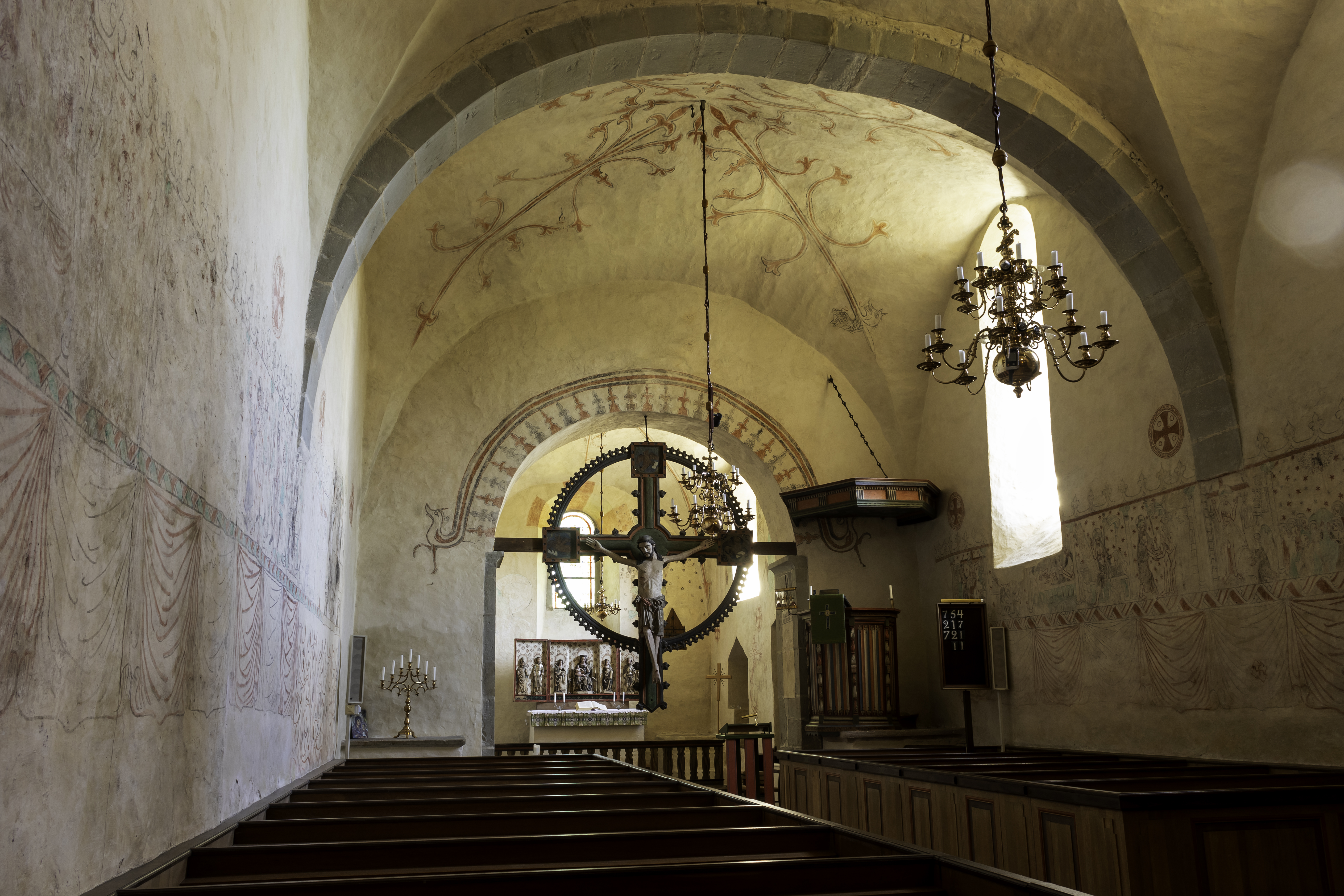
Interiör mot öster
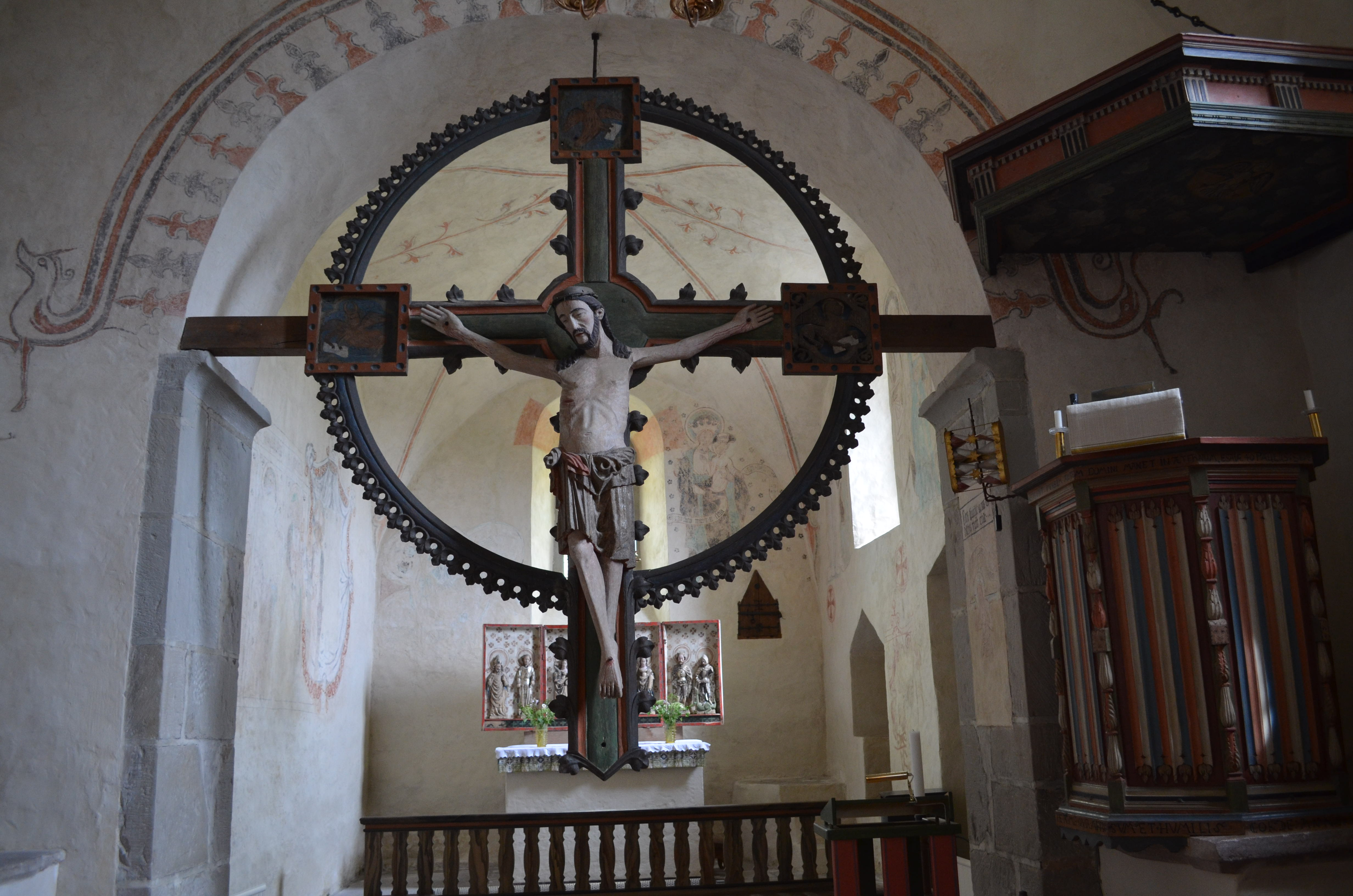
Triumkrucifix
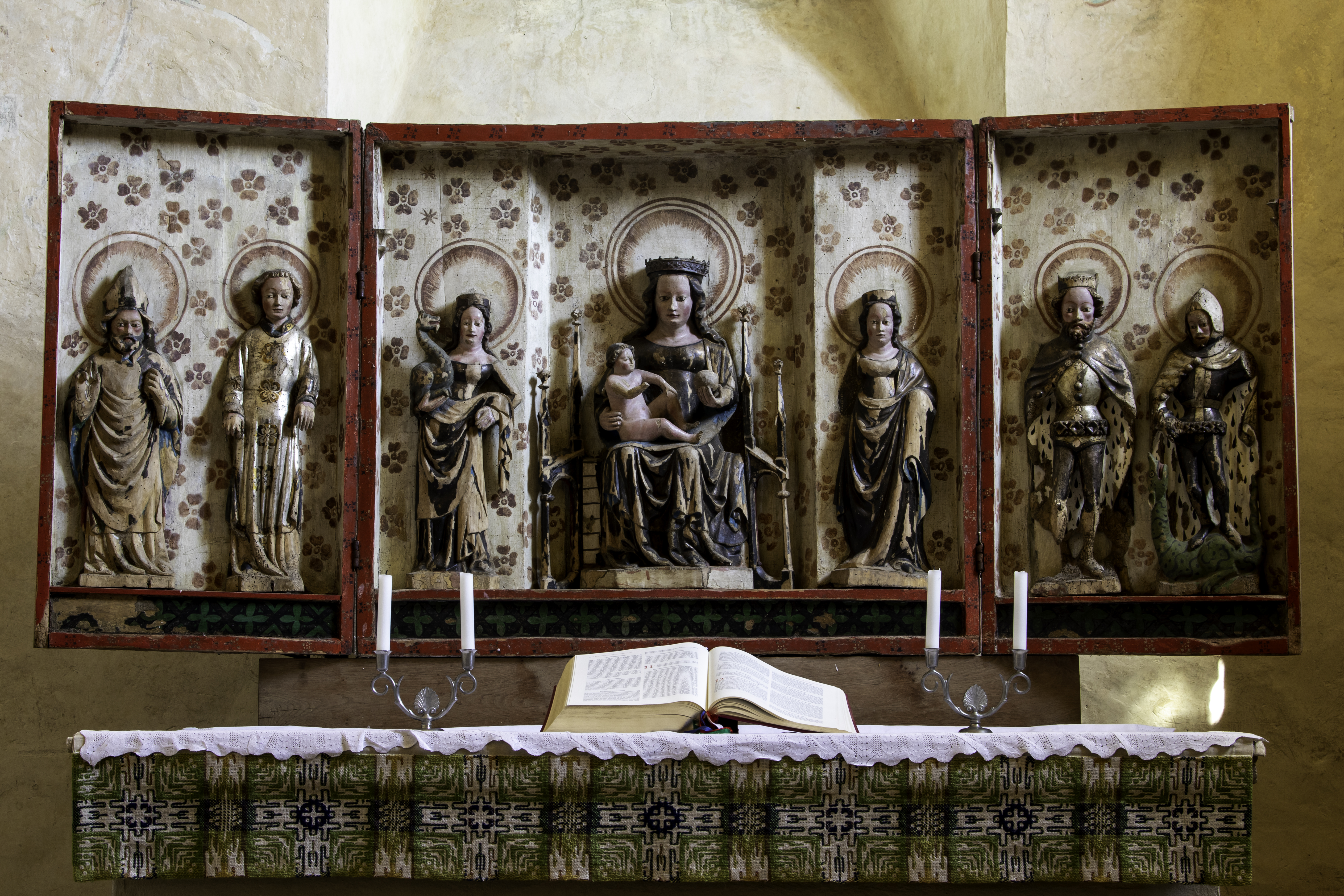
Retabel
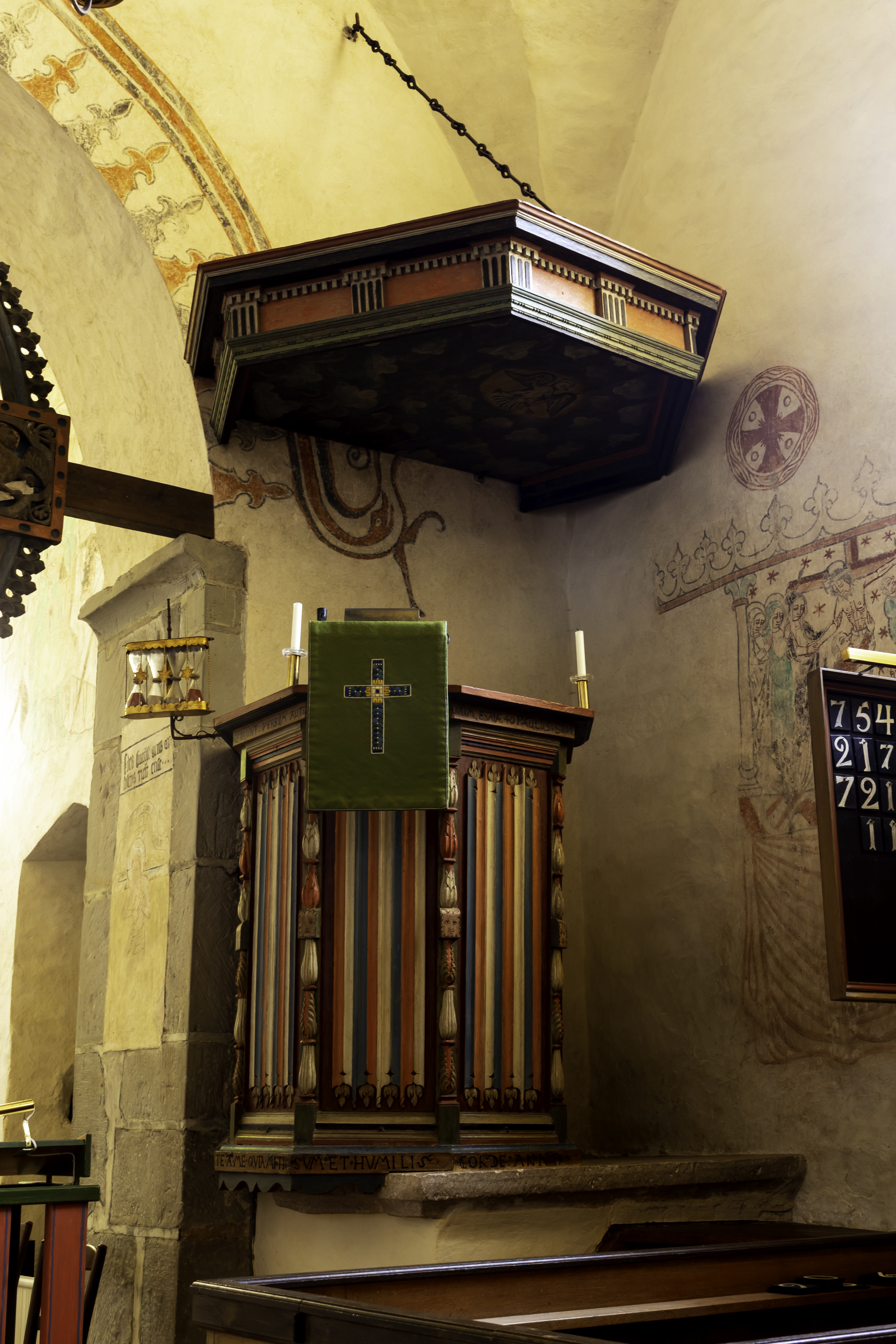
Predikstol
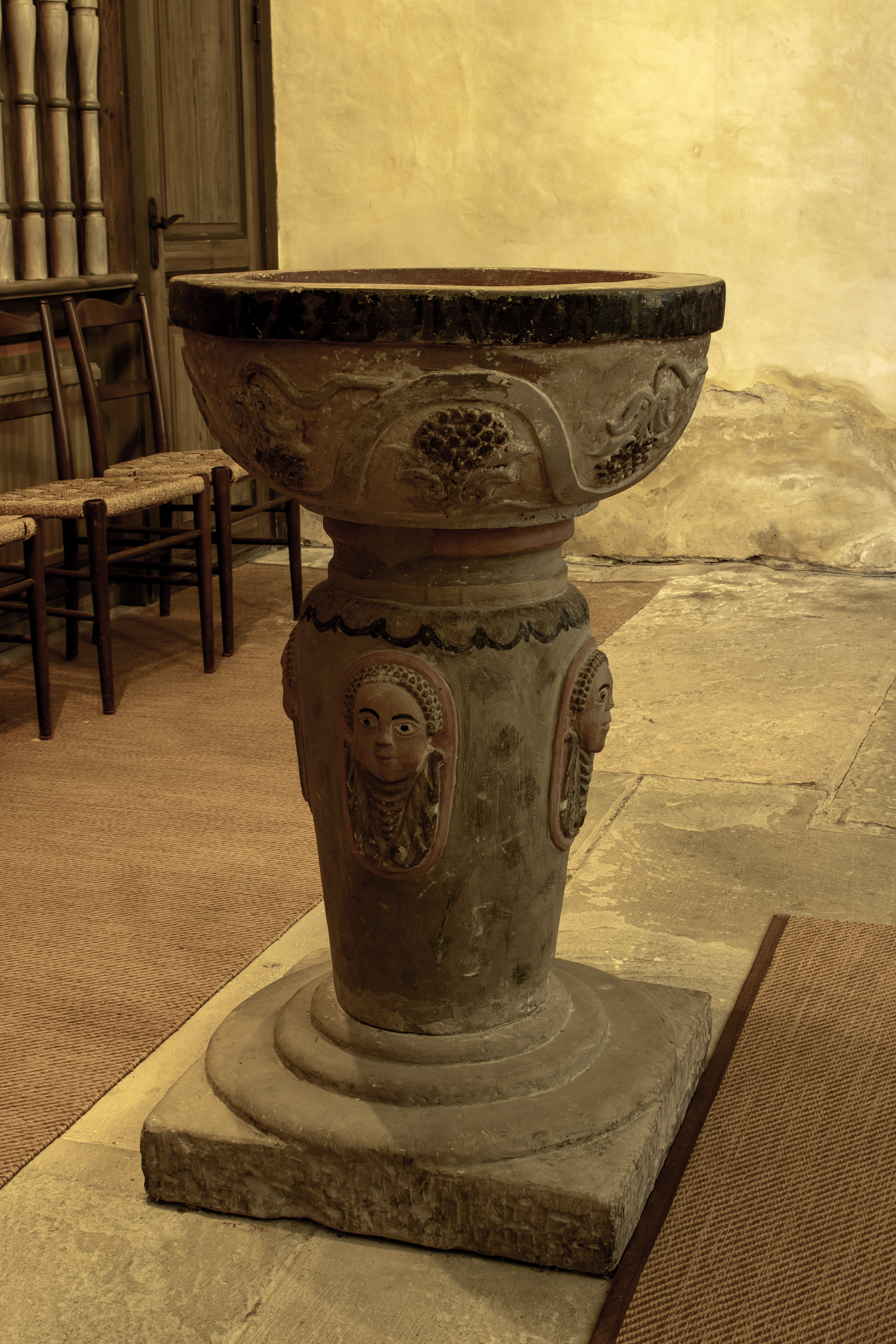
Dopfunt

## Internet
- Wikimedia Commons har media som rör Fide kyrka.
- på Gotland: Fide kyrka
- guteinfo.com: Fide kyrka
- Orgelanders: Fide kyrka
- Hoburgs församling
- Bilder